# شعار توكيلاو
الشعار الوطني لتوكلو هو مؤلف من تولوما، التي هي علبة خشبية يستعملها صائدو السمك في توكلو. في منتصف التولوما هناك صليب أبيض وتحتها توجد عبارة Tokelau mo te Atua (توكلو مو تي أتوا التي تعني "توكلو لله") وهذا يعكس قوة التشبث بالمسيحية في توكلو.

## التاريخ
الشعار الحالي اقترح وقبل في مايو 2008. اقترح وقبل علم توكلو في نفس الوقت. قبل 2008، علم وشعار نيوزيلاندا كانا المستعملين من قبل توكلو.